# Riccia compacta
Riccia compacta là một loài rêu trong họ Ricciaceae. Loài này được Garside mô tả khoa học đầu tiên năm 1939.
Danh pháp khoa học của loài này chưa được làm sáng tỏ. 